# Nishitsugaru (huyện)
Nishitsugaru (西津軽郡 Nishitsugaru-gun) là huyện thuộc tỉnh Aomori, Nhật Bản. Tính đến ngày 1 tháng 10 năm 2020, dân số ước tính của huyện là 16.390 và mật độ dân số là 20 người/km2. Tổng diện tích thị trấn là 832 km2.